# Holenderscy posłowie do Parlamentu Europejskiego 2024–2029
Holenderscy posłowie X kadencji do Parlamentu Europejskiego zostali wybrani w wyborach przeprowadzonych 6 czerwca 2024, w których wyłoniono 31 deputowanych.

## Posłowie według list wyborczych
Partia Pracy i GroenLinks
- Mohammed Chahim (PvdA)
- Catarina Vieira (GL)
- Bas Eickhout (GL)
- Marit Maij (PvdA)
- Thijs Reuten (PvdA)[a]
- Kim van Sparrentak (GL)
- Tineke Strik (GL)
- Lara Wolters (PvdA)

Partia Wolności
- Rachel Blom
- Ton Diepeveen[b]
- Marieke Ehlers
- Sebastian Kruis
- Sebastiaan Stöteler
- Auke Zijlstra

Partia Ludowa na rzecz Wolności i Demokracji
- Malik Azmani
- Jeannette Baljeu
- Anouk van Brug
- Bart Groothuis

Apel Chrześcijańsko-Demokratyczny
- Tom Berendsen
- Ingeborg ter Laak
- Jeroen Lenaers

Demokraci 66
- Brigitte van den Berg
- Raquel García Hermida-van der Walle
- Gerben-Jan Gerbrandy

BoerBurgerBeweging
- Jessika van Leeuwen
- Sander Smit

Volt Nederland
- Reinier van Lanschot
- Anna Strolenberg

Partia na rzecz Zwierząt
- Anja Hazekamp

Nowa Umowa Społeczna
- Dirk Gotink

Polityczna Partia Protestantów
- Bert-Jan Ruissen